# Stefan Junge
Stefan Junge (ur. 1 września 1950 w Lipsku) – wschodnioniemiecki lekkoatleta, skoczek wzwyż.
Na Igrzyskach Olimpijskich w Monachium w 1972 zdobył srebrny medal. Dwukrotnie był mistrzem NRD na otwartym stadionie (1972, 1973) i raz w hali (1972).
Swój rekord życiowy (2,23 m) ustanowił 10 czerwca 1972 w Poczdamie.